# Tovomita fanshawei
Tovomita fanshawei là một loài thực vật có hoa trong họ Bứa. Loài này được Maguire miêu tả khoa học đầu tiên năm 1948.